# Viariz
Viariz is een plaats (freguesia) in de Portugese gemeente Baião en telt 602 inwoners (2001).